# Leonard de Koningh
Leonard de Koningh (Londen, 20 september 1810 – Dordrecht, 17 februari 1887) was een Nederlands schilder, tekenaar, lithograaf en fotograaf.

## Leven en werk
De Koningh werd geboren in de Londense wijk Walworth uit Nederlandse ouders. Hij was een zoon van de Dordtse schilder Leendert de Koningh (1777-1849) en Jacoba Wouterina de Koningh (1782-1845). In 1813 keerde het gezin terug naar Dordrecht. Leonard kreeg les van zijn vader, net als zijn zus Sophia (1807-1870) en broers John (1808-1845) en Arie (1815-1867). 
Hij werd tekenleraar in Dordrecht en was daarnaast actief als kunstenaar. Hij schilderde en tekende portreten en genrestukken, maakte veel litho's en legde zich vanaf 1865 ook toe op fotografie.  Ter onderscheid van zijn vader signeerde hij wel met 'L. de Koningh jr'. Hij nam deel aan tentoonstellingen van Levende Meesters in onder andere Amsterdam, Groningen en Den Haag.
Leonard de Koningh overleed in 1887, op 76-jarige leeftijd. Werk van hem is opgenomen in de collecties van onder andere Het Dordts Patriciërshuis, het Dordrechts Museum en het Rijksmuseum Amsterdam. 

## Enkele werken

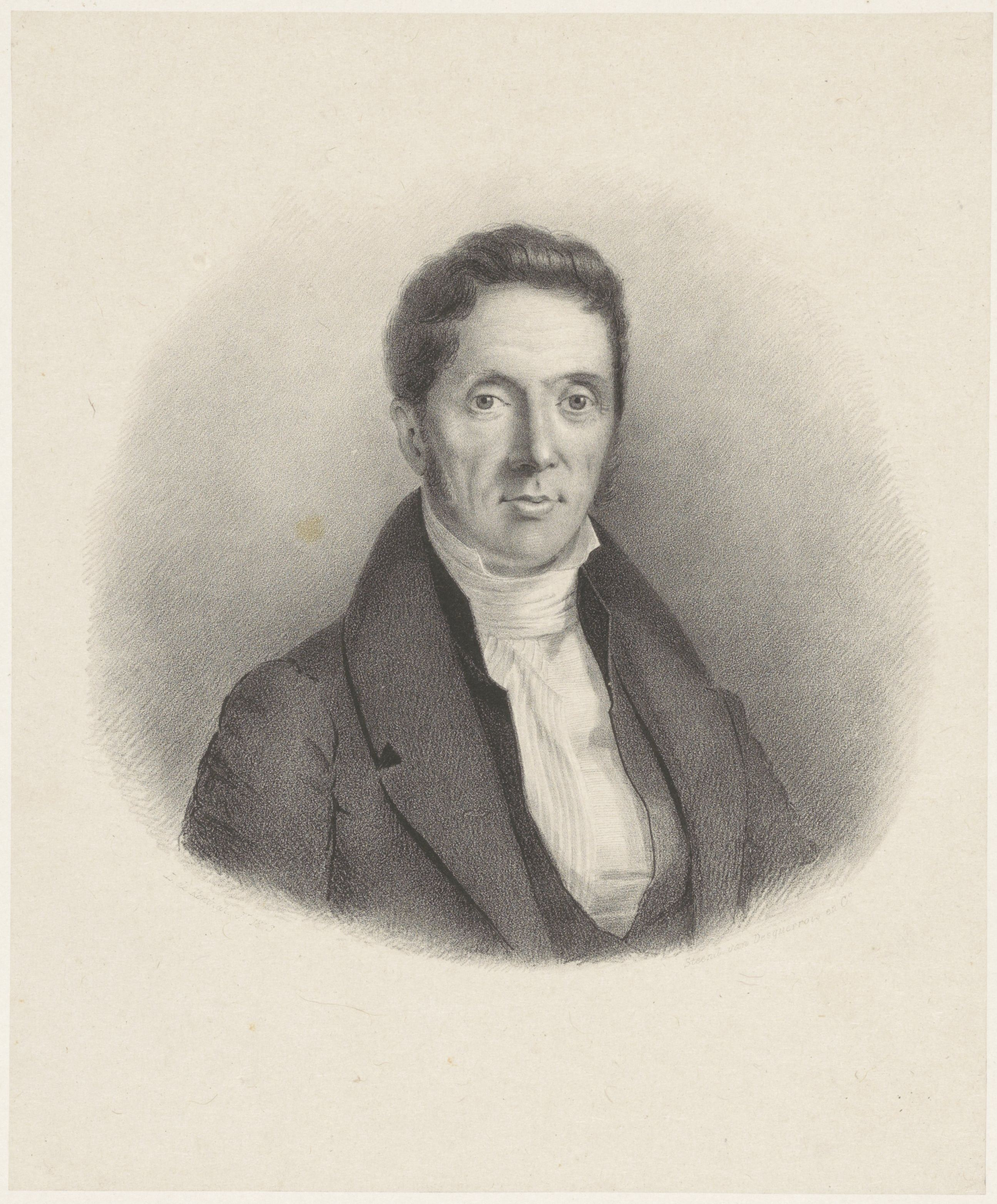
Portret van Frans van der Breggen Cornelisz
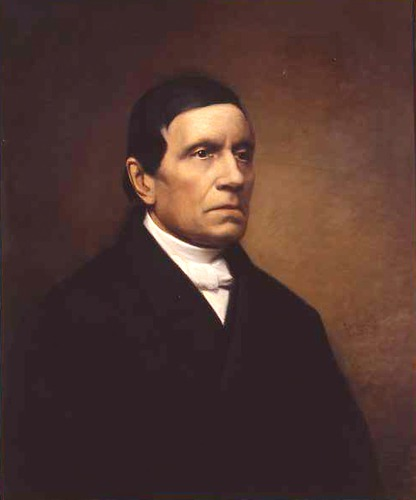
Portret van Leendert Dupper
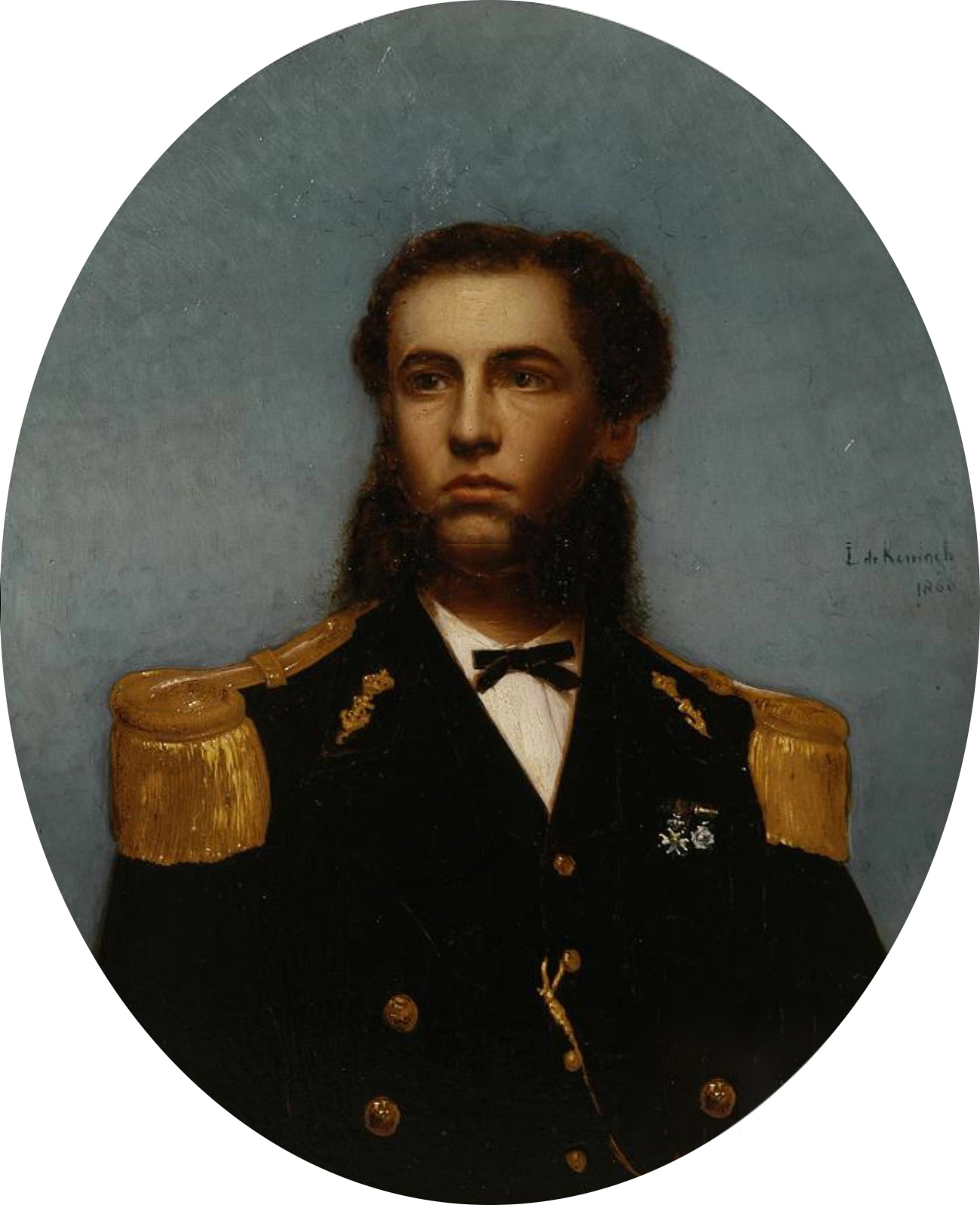
Portret van Huibert Quispel (1868)

## Publicaties
- 1839: Zestal Gezichten in de Omstreken van Dordrecht op steen geëtst door A.K. de Koningh. Dordrecht: Steendrukkerij van Hendr. Pennick.

- Biografisch Portaal: 21136907
- Digitale Bibliotheek voor de Nederlandse Letteren: koni048
- International Standard Name Identifier: 0000 0004 0007 0746
- Nederlandse Thesaurus van Auteursnamen: 096450533
- PIC: 387350
- RKD-Nederlands Instituut voor Kunstgeschiedenis: 45641
- Union List of Artist Names: 500049716
- Virtual International Authority File: 295700315
- WorldCat: E39PBJkMDgGXD4mKyHPpD9xqwC